# ホルヘ・ミラモン
ホルヘ・ミラモン・サンタヘルトルーディス（Jorge Miramón Santagertrudis  ,  1989年6月2日 - ）は、スペイン・アラゴン州サラゴサ県サラゴサ出身のプロサッカー選手。CDレガネスに所属している。ポジションはDF。

## 来歴
2008年に地元のレアル・サラゴサのBチームでプロデビューし、テルセーラ・ディビシオンで2シーズンプレー。
2010年7月15日、アトレティコ・マドリードと契約し、Bチームに登録。1シーズンプレーしたものの、トップチーム昇格までには至らず。以降はリェイダ・エスポルティウなどでプレー。
2015年7月6日、CDレガネスと契約。翌2016年7月にはCFレウス・デポルティウに移籍し、3シーズンはセグンダ・ディビシオンでプレー。
2018年6月6日、初のラ・リーガ昇格を果たしたSDウエスカと契約。8月19日の2018-19シーズン開幕戦となったSDエイバル戦に先発出場し、記念すべき初勝利に貢献。同月28日のアスレティック・ビルバオ戦では、リーガ初ゴールを決めた。
2019年6月28日、レバンテUDにフリー移籍で加入し、2年契約を締結した。